# Dr. Walter und Margarete Cajewitz-Stiftung
Die Dr. Walter und Margarete Cajewitz-Stiftung ist eine gemeinnützige Stiftung. Ihr Stiftungszweck dient Projekten zur Unterstützung von Senioren. Sie hat ihren Sitz in Hannover.

## Stifter
Walter Cajewitz war Kaufmann in Hannover. In den Aufbaujahren nach dem Krieg gründete er mit seiner Ehefrau Margarete ein Bauunternehmen und hatte maßgeblichen Anteil am Wiederaufbau Hannovers. Die Eheleute erwirtschafteten Immobilienvermögen und bestimmten, dass nach ihrem Tod aus diesem Vermögen eine Stiftung gegründet werden sollte, um ältere bedürftige Mitbürger bei der Gestaltung ihres Lebensabends zu unterstützen. Nach dem Tode von Walter Cajewitz im Jahr 1976 und dem seiner Frau Margarete 1978 wurde ihrem Willen entsprechend die Cajewitz-Stiftung mit Hauptsitz in Hannover gegründet.

## Stiftung
Die Stiftung verwaltet einen Immobilienbestand in Hannover und Berlin. Die erwirtschafteten Erlöse fließen in Projekte zur Unterstützung der Senioren. 1990 richtete sich die Stiftung teilweise neu nach Berlin-Pankow aus und erschloss das historische Wohngebäudeensemble „Amalienpark“. Die Cajewitz-Stiftung weitete die Aktivitäten zur Erfüllung des Stiftungszwecks aus und erbaute in Berlin-Pankow sechs stiftungseigene Seniorenzentren, in denen seniorengerechtes Wohnen nach neuesten Standards angeboten wird. In diesem Zusammenhang wurde auch der Verein Seniorenarbeit Pankow e.V. gegründet, so dass sich das Stiftungsengagement nun zunehmend auf den Berliner Ortsteil Pankow konzentriert. 1999 kaufte die Cajewitz-Stiftung das stark verfallene ehemalige jüdische Waisenhaus in Pankow und eröffnete es frisch restauriert 2001 als Begegnungsstätte und Kulturzentrum neu. Vorstände der Stiftung sind der Frankfurter Kriminologe und Jurist Peter-Alexis Albrecht und der Immobilienökonom Titus Maximilian Albrecht.